# مارین دافور
مارین دافور (انگلیسی: Marine Dafeur؛ زادهٔ ۲۰ اکتبر ۱۹۹۴) بازیکن فوتبال اهل فرانسه است.
وی همچنین در تیم‌های ملی فوتبال زنان فرانسه بازی کرده‌است.